# Polemi
Polemi (gr. Πολέμι) – wieś w Republice Cypryjskiej, w dystrykcie Pafos. W 2011 roku liczyła 848 mieszkańców.